# Васанбон
Васанбон (яп. 和三盆) — традиционный японский ультрамелкокристаллический тростниковый сахар высокого уровня очистки. Этот сахар используется для приготовления традиционных японских сладостей (вагаси). Кроме того,  в прессованном фигурном виде васанбон является самостоятельным десертом, одной из так называемых хигаси — сухих сладостей. 
Васанбон традиционно производится на японском острове Сикоку в префектурах Токусима и Кагава. Сахарный тростник для васанбона, выращиваемый там же, называется тикуто (竹糖). Эта разновидность сахарного тростника вырастает до двух метров в высоту и имеет толщину примерно в палец. Другие страны предпочитают сахарный тростник, который вырастает выше и толще, так как это позволяет получить больше сахара, однако для производителей васанбона важнее сохранение традиции.
Крупными центрами производства васанбона являются города Камиита и Донари в Токусиме. 
Производство васанбона существует по меньшей мере с конца XVIII века. Больше всего ценится васанбон, приготовленный по традиционной технологии, включающей в себя ручную очистку. Готовый васанбон имеет гранулы лишь немногим крупнее сахарной пудры и уникальный аромат и вкус, с оттенками масла и мёда. Васанбон стоит дороже обычного сахара.
Васанбон может использоваться во всех случаях в качестве альтернативы обычному сахару, однако чаще всего применяется в традиционных десертах японской кухни, там, где требует показать аутентичность рецептуры.
Однако, наиболее характерной особенностью васанбона является его использование в качестве самостоятельной сладости. Для производства таких сладостей смоченный водой сахар, состоящий из мельчайших кристаллов, выкладывают в фигурную форму, соответствующую форме будущего изделия. Эта технология несколько сходна с русской традицией производства пряников с помощью пряничных досок, с той разницей, что здесь форма является вогнутой, и васанбон необходимо разместить внутри неё, утрамбовать, а затем аккуратно извлечь из формы. Зачастую в васанбон предварительно добавляются пищевые красители, для того чтобы сделать полученные сладости разноцветными. Изделия, получившиеся в результате, относят к числу  хигаси - сухих сладостей с долгим сроком хранения, которые в свою очередь являются разновидностью вагаси, то есть японских сладостей вообще. 
Такие сладости из васанбона зачастую продаются в виде нарядных разноцветных подарочных наборов. Фактически, они представляют собой максимально эстетскую ремесленную форму кускового сахара.